# Drymophila devillei
A Drymophila devillei a madarak osztályának verébalakúak (Passeriformes) rendjébe és a hangyászmadárfélék (Thamnophilidae) családjába tartozó faj.

## Rendszerezése
A fajt Auguste Ménégaux és Carl Eduard Hellmayr  írták le 1906-ban, a Formicivora nembe Formicivora devillei néven.

## Alfajai
- Drymophila devillei devillei (Menegaux & Hellmayr, 1906)
- Drymophila devillei subochracea Chapman, 1921[2]

## Előfordulása
Bolívia, Brazília, Kolumbia, Ecuador és Peru területén honos. Természetes élőhelyei a szubtrópusi vagy trópusi síkvidéki esőerdők. Állandó, nem vonuló faj.

## Megjelenése
Testhossza 14 centiméter, testtömege 10–12 gramm.

## Életmódja
Rovarokkal táplálkozik és valószínűleg pókokat is fogyaszt.

## Természetvédelmi helyzete
Az elterjedési területe rendkívül nagy, egyedszáma stabil. A Természetvédelmi Világszövetség Vörös listáján nem fenyegetett fajként szerepel.

## További információ
- Képek az interneten a fajról
- Xeno-canto.org - a faj hangja és elterjedési területe